# 퓨너럴 (영화)
《퓨너럴》(영어: The Funeral)은 미국에서 제작된 에이블 페라라 감독의 1996년 범죄 드라마 영화이다. 크리스토퍼 워컨 등이 출연하였고, 메리 케인 등이 제작에 참여하였다.

## 출연진
- 크리스토퍼 워컨
- 크리스 펜
- 애너벨라 쇼라
- 이사벨라 로셀리니
- 빈센트 갤로
- 베니시오 델토로
- 그레천 몰
- 존 벤티밀리아
- 폴 힙
- 데이비드 패트릭 켈리
- 프랭크 존 휴스
- 빅터 아고
- 로버트 미아노
- 앤드루 피셀라
- 폴 페리

## 기타 제작진
- 공동 제작: 랜들 사부사와
- 협력 제작: 러셀 시먼스, 제이 캐놀드, 애너벨라 쇼라
- 배역: 앤 골더
- 미술: 찰스 M. 러골라
- 의상: 멀린다 에셜먼